# متزی
متزی (به آلمانی: Mattsee) یک منطقهٔ مسکونی در اتریش است که در ناحیه زالتسبورگ-اومگه‌بونگ واقع شده‌است. متزی ۲۴٫۶ کیلومتر مربع مساحت دارد ۵۰۵ متر بالاتر از سطح دریا واقع شده‌است.